# Agrostophyllum leucocephalum
Agrostophyllum leucocephalum är en orkidéart som beskrevs av Rudolf Schlechter. Agrostophyllum leucocephalum ingår i släktet Agrostophyllum och familjen orkidéer. Inga underarter finns listade i Catalogue of Life.